# 和気町 (西尾市)
和気町（わきちよう）は、愛知県西尾市の地名。

## 地理

### 学区
- 公立高等学校 - 三河学区
- 公立中学校 - 西尾市立東部中学校[WEB 6]
- 公立小学校 - 西尾市立三和小学校[WEB 6]

### 河川・池沼
- 安藤川
- 矢作古川

### 字一覧
- 梅田（うめだ）[WEB 7]
- 北裏（きたうら）[WEB 7]
- 新出（しんで）[WEB 7]
- 堤外大縄場（ていがいおおなわば）[WEB 7]
- 堤外川田（ていがいかわだ）[WEB 7]
- 内藤地（ないとうじ）[WEB 7]
- 中道（なかみち）[WEB 7]
- 長畑（ながばた）[WEB 7]
- 横（よこ）[WEB 7]
- 葭野（よしの）[WEB 7]

## 歴史

### 地名の由来
「脇村」の表記から江原村の支村であることに由来するとも、和気神社の名に由来するとも、川の脇に立地することによるともいう。

### 人口の変遷
国勢調査による人口および世帯数の推移。
| 1995年（平成7年）  | 54世帯 238人 |  |
| 2000年（平成12年） | 61世帯 256人 |  |
| 2005年（平成17年） | 65世帯 263人 |  |
| 2010年（平成22年） | 69世帯 273人 |  |
| 2015年（平成27年） | 90世帯 324人 |  |
| 2020年（令和2年）  | 88世帯 312人 |  |

### 沿革
- 江戸時代 - 三河国幡豆郡和気村として所在[1]。記録によっては「脇村」ともある[1]。当初は板倉内膳正領[1]。
- 元和元年（1615年） - 幕府領となる[1]。
- 宝永2年（1705年） - 一部が旗本岡部氏知行となる[1]。
- 享保元年（1716年） - 幕府領部分が旗本逸見氏と筧氏の知行地[1]。
- 明和8年（1771年） - 旗本岡部氏知行分が幕府領となる[1]。以降、幕府領と岡部氏領を繰り返し、天保2年（1831年）に西尾藩領となる[1]。
- 1889年（明治22年） - 御鍬村大字和気となる[1]。
- 1906年（明治39年） - 三和村大字和気となる[1]。
- 1955年（昭和30年） - 西尾市大字和気となる[1]。
- 1955年（昭和30年）2月 - 西尾市和気町となる[1]。

## 交通
- 国道23号

## 施設
- 来空寺
- ガリ本図書館

### WEB
1. ↑  “愛知県西尾市の町丁・字一覧”.   人口統計ラボ. 2023年12月31日閲覧。
2. 1 2  総務省統計局 (2022年2月10日). “令和2年国勢調査の調査結果(e-Stat) - 男女別人口，外国人人口及び世帯数－町丁・字等” (CSV). 2023年8月2日閲覧。
3. ↑  “読み仮名データの促音・拗音を小書きで表記するもの(zip形式) 愛知県” (zip).   日本郵便 (2024年2月29日). 2024年3月26日閲覧。
4. ↑  “市外局番の一覧” (PDF).   総務省 (2022年3月1日). 2022年3月22日閲覧。
5. ↑  “ナンバープレートについて”.   一般社団法人愛知県自動車会議所. 2024年1月21日閲覧。
6. 1 2  西尾市教育委員会事務局 学校教育課 (2023年6月2日). “小中学校の通学区域” (PDF).   西尾市. 2024年4月11日閲覧。
7. 1 2 3 4 5 6 7 8 9 10  “愛知県西尾市和気町の街区一覧”.   ゼンリン. 2025年6月26日閲覧。
8. ↑  総務省統計局 (2014年3月28日). “平成7年国勢調査の調査結果(e-Stat) - 男女別人口及び世帯数 －町丁・字等” (CSV). 2021年7月20日閲覧。
9. ↑  総務省統計局 (2014年5月30日). “平成12年国勢調査の調査結果(e-Stat) - 男女別人口及び世帯数 －町丁・字等” (CSV). 2021年7月20日閲覧。
10. ↑  総務省統計局 (2014年6月27日). “平成17年国勢調査の調査結果(e-Stat) - 男女別人口及び世帯数 －町丁・字等” (CSV). 2021年7月21日閲覧。
11. ↑  総務省統計局 (2012年1月20日). “平成22年国勢調査の調査結果(e-Stat) - 男女別人口及び世帯数 －町丁・字等” (CSV). 2021年7月21日閲覧。
12. ↑  総務省統計局 (2017年1月27日). “平成27年国勢調査の調査結果(e-Stat) - 男女別人口及び世帯数 －町丁・字等” (CSV). 2021年7月21日閲覧。

### 書籍
1. 1 2 3 4 5 6 7 8 9 10 11 12 13  「角川日本地名大辞典」編纂委員会 1989, p. 1421.